# ان‌پی‌ام
ان‌پی‌ام (انگلیسی: npm) مدیر بسته برای جاوااسکریپت است که بطور پیش‌فرض برای محیط خط فرمان نود.جی‌اس می‌باشد.

## تاریخچه
ان‌پی‌ام به‌طور کامل با جاوااسکریپت توسط اسحاق ز. اسچولتر نوشته شده‌است و به عنوان یک نتیجه از داشتن «بسته بندی ماژول به صورت وحشتناکی دیده می‌شد» با الهام از کاستی‌های دیگر پروژه‌های مشابه مانند پی‌اچ‌پی (PEAR) و پرل (سیپن) توسعه داده شده.

## مخفف
برخلاف تصور عموم، ان‌پی‌ام مخفف مدیر بسته نود.جی اس (انگلیسی: node package manager) نمی‌باشد.

## نصب آسان ان‌پی‌ام
ان‌پی‌ام به صورت یکپارچه درآمده با نود.جی‌اس
- در سیستم عامل ویندوز، MSI را دریافت کنید و در سیستم عامل مکینتاش، pkg را دریافت کنید، ان‌پی‌ام در آن است.
  - به این وب‌سایت برای دریافت مراجعه کنید:

https://nodejs.org/en/download

- نصب در یونیکس:
  - یک اسکریپت نصب بسیار قوی در https://www.npmjs.com/install.sh وجود دارد که شما می‌توانید آن را دانلود و اجرا کنید.
  - در اینجا یک مثال با استفاده از curl است:

curl -L https://www.npmjs.com/install.sh | sh